# Евангелическое суперинтендентство Аугсбургского исповедания Бургенланда
Евангелическое суперинтендентство Аугсбургского исповедания Бургенланда (нем. Evangelische Superintendentur A. B. Burgenland), сокращённо Евангелическое суперинтендентство А. И. Бургенланда или суперинтендентство Бургенланда — епархия Евангелической церкви Аугсбургского исповедания в Австрии.
Суперинтендентство возглавляет суперинтендент.

## История
Принадлежность к Венгрии и относительная религиозная свобода позволила в 17-м веке создать евангельские безгвоздевые церкви (нем.) на территории настоящего Бургенланда. В первые десять лет после того, как был издан Толерантный патент 1781 года (нем.), здесь было создано 15 лютеранских приходов.
Евангелическое суперинтендентство A. И. Бургенланда было создано после создания федеральной земли Бургенланд в соответствии с Трианонским мирным договором. Приходы были переданы в Австрию из Венгрии. Первым суперинтендентом стал в 1924 году Теофиль Байер.
В 1951 году в Бургенланде из 38 995 протестантов было почти 37 500 прихожан-лютеран Аугсбургского исповедания (14 % от населения федеральной земли). В настоящее время лишь 11 % жителей Бургенланда являются членами лютеранской общины Австрии, что гораздо больше, чем в любом другом австрийском суперинтенденстве.

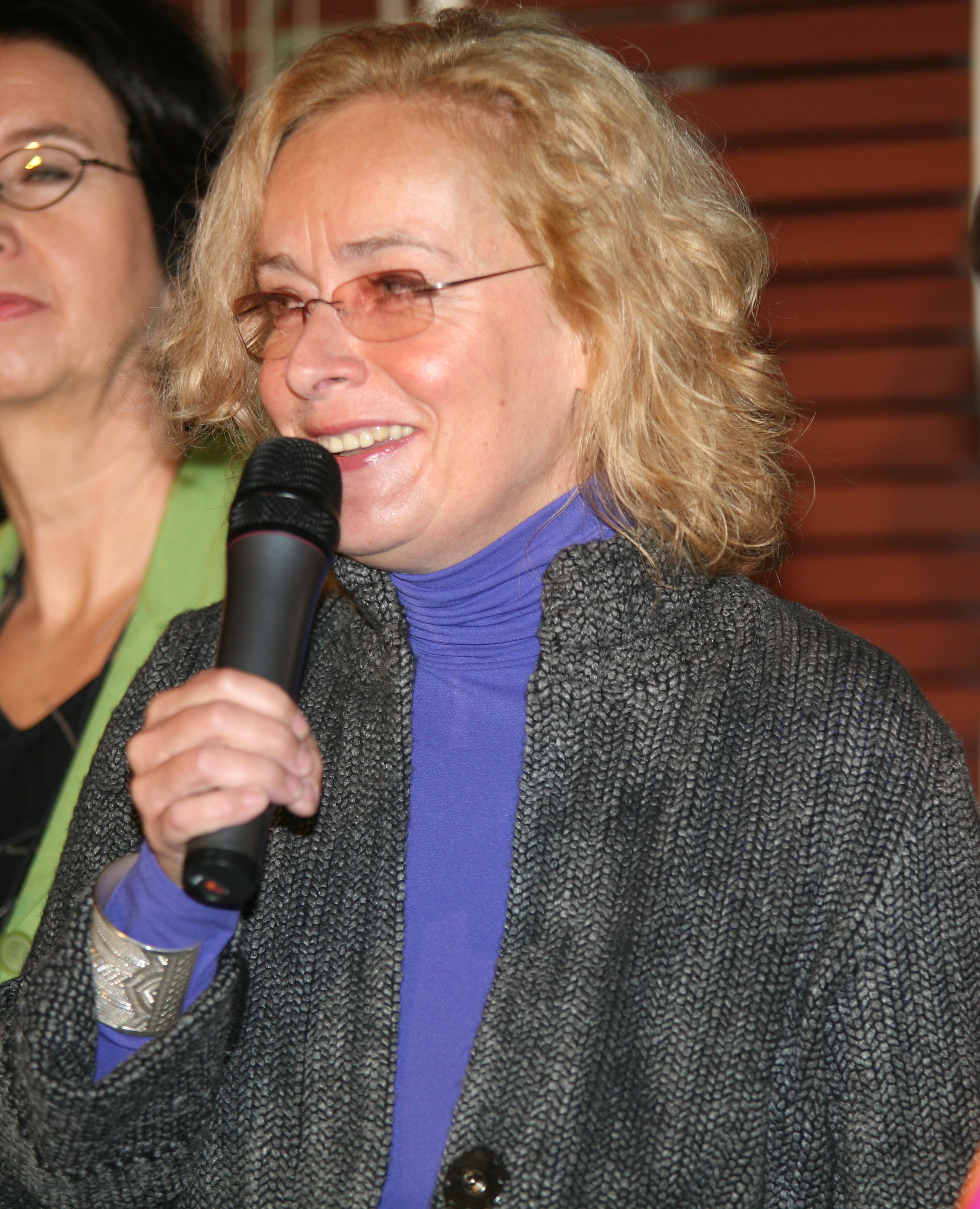
Гертрауд Кнолль (2008)

В 1994—2002 гг. суперинтендентство Бургенланда возглавляла Гертрауд Кнолль  (нем.). Таким образом, она стала первой женщиной, которая заняла должность суперинтендента в Австрии. С 2002 года в качестве её преемника обязанности суперинтендента исполнял Манфред Кох  (нем.), ставший в 2003 году шестым суперинтендентом Бургенланда.

## Организационная структура
Евангелическое суперинтендентство A. И. Бургенланда территориально практически полностью совпадает с федеральной землёй Бургенланд, за исключением:
- политической общины Рудерсдорф, входящей в состав Евангелического суперинтендентства Aугсбургского исповедания Штирии (церковный приход Фюрстенфельд)[12];
- политической общины Бруккнойдорф, входящей в состав Евангелического суперинтендентства Аугсбургского исповедания Нижней Австрии (церковный приход Брукк-ан-дер-Лайта—Хайнбург-ан-дер-Донау)[13][14].

Центр епархии с 1956 года находится в столице Бургенланда городе Айзенштадт:
- 7000 Айзенштадт, Бергштрасе, 16 (нем. Bergstraße 16, 7000 Eisenstadt, Österreich, Superintendentur A.B. Burgenland)[2].

По данным на 31 декабря 2015 года в суперинтендентстве Бургенланда располагаются 29 церковных приходов, 48 дочерних церквей и 4 проповеднические станции с 32 437 членами, включая 100 прихожан «Гельветского исповедания».
В организационном плане с 1 января 2006 года, в соответствии с действующими церковными законами, Евангелическое суперинтендентство А. И. Бургенланда имеет следующую структуру:
- 1. Суперинтендентство поделено на две области:
  - a) Бургенланд-Норд с 13 церковными приходами: Айзенштадт / Нойфельд-ан-дер-Лайта, Вепперсдорф, Гольс, Дойч-Ярндорф, Коберсдорф, Лойперсбах, Луцмансбург, Мёрбиш, Никкельсдорф, Пёттельсдорф, Руст, Цурндорф, Штоб;
  - b) Бургенланд-Зюд с 16 церковными приходами: Бад-Тацмансдорф, Бернштайн, Гроспетерсдорф, Дойч-Кальтенбрунн, Зигет-ин-дер-Варт, Кукмирн, Маркт-Алльхау, Нойхаус-ам-Клаузенбах, Оберварт, Обершютцен, Пинкафельд, Рехниц, Унтершютцен, Хольцшлаг, Штадтшлайнинг, Эльтендорф.
- 2. В историко-географическом отношении суперинтендентство подразделяется на следующие регионы:
  - a) округ Нойзидль с четырьмя приходами: Гольс, Дойч-Ярндорф, Никкельсдорф, Цурндорф;
  - округ Айзенштадт/Маттерсбург с пятью приходами: Айзенштадт / Нойфельд-ан-дер-Лайта, Лойперсбах, Мёрбиш, Пёттельсдорф, Руст;
  - округ Оберпуллендорф с четырьмя приходами: Вепперсдорф, Коберсдорф, Луцмансбург, Штоб;
  - b) округ Оберварт с 12 приходами: Бад-Тацмансдорф, Бернштайн, Гроспетерсдорф, Зигет-ин-дер-Варт, Маркт-Алльхау, Оберварт, Обершютцен, Пинкафельд, Рехниц, Унтершютцен, Хольцшлаг, Штадтшлайнинг;
  - c) округ Еннерсдорф/Гюссинг с четырьмя приходами: Дойч-Кальтенбрунн, Кукмирн, Нойхаус-ам-Клаузенбах и Эльтендорф.

⇑
| Политический округ | Политические общины с лютеранскими церковными приходами | Всего приходов | Всего дочерних церквей | Всего приходов с дочерними церквями | Приме- чания |
| --- | --- | -------------- | ---------------------- | ----------------------------------- | ------------ |
| Айзенштадт | Айзенштадт / Нойфельд-ан-дер-Лайта • Мёрбиш • Руст | 3              | -                      | 3                                   | a)           |
| Гюссинг | Кукмирн | 1              | 3                      | 4                                   | b)           |
| Еннерсдорф | Дойч-Кальтенбрунн • Нойхаус-ам-Клаузенбах • Эльтендорф | 3              | 6                      | 9                                   | c)           |
| Маттерсбург | Лойперсбах-им-Бургенланд • Пёттельсдорф | 2              | 2                      | 4                                   | d)           |
| Нойзидль-ам-Зе | Гольс • Дойч-Ярндорф • Никкельсдорф • Цурндорф | 4              | 2                      | 6                                   |              |
| Оберварт | Бад-Тацмансдорф • Бернштайн • Гроспетерсдорф • Маркт-Алльхау • Оберварт • Обершютцен (Унтершютцен) • Пинкафельд • Рехниц • Ротентурм-ан-дер-Пинка (Зигет-ин-дер-Варт) • Унтеркольштеттен (Хольцшлаг) • Штадтшлайнинг | 12             | 29                     | 41                                  |              |
| Оберпуллендорф | Вепперсдорф • Коберсдорф • Луцмансбург • Штоб | 4              | 6                      | 10                                  | e)           |
| Евангелическое суперинтендентство Аугсбургского исповедания Бургенланда | Евангелическое суперинтендентство Аугсбургского исповедания Бургенланда | 29             | 48                     | 77                                  |              |
| Примечания. | |                |                        |                                     |              |
| a) Айзенштадт: Штатутарштадты Айзенштадт и Руст, политический округ Айзенштадт-Умгебунг. b) Без учёта дочерней церкви Нойштифт-бай-Гюссинг церковного прихода Эльтендорф (политический округ Еннерсдорф), расположенной в одноимённой политической общине политического округа Гюссинг. c) С учётом дочерней церкви Нойштифт-бай-Гюссинг церковного прихода Эльтендорф (политический округ Еннерсдорф), расположенной в одноимённой политической общине политического округа Гюссинг. d) Без учёта дочерней церкви Зигграбен церковного прихода Коберсдорф (политический округ Оберпуллендорф), расположенной в одноимённой политической общине политического округа Маттерсбург. e) С учётом дочерней церкви Зигграбен церковного прихода Коберсдорф (политический округ Оберпуллендорф), расположенной в одноимённой политической общине политического округа Маттерсбург. | |                |                        |                                     |              |

⇑
| Политический округ | Церковный приход (политический округ) | Политическая община              | Дочерние церкви             | Проповеднические станции |
| ------------------ | ------------------------------------- | -------------------------------- | --------------------------- | ------------------------ |
| Айзенштадт         | Айзенштадт / Нойфельд-ан-дер-Лайта    | Айзенштадт Нойфельд-ан-дер-Лайта | -                           |                          |
| Айзенштадт         | Мёрбиш                                | Мёрбиш-ам-Зе                     | -                           |                          |
| Айзенштадт         | Руст                                  | Руст                             | -                           |                          |
| Гюссинг            | Кукмирн                               | Гюссинг                          | Гюссинг                     | Штегерсбах               |
| Гюссинг            | Кукмирн                               | Кукмирн                          | -                           | Штегерсбах               |
| Гюссинг            | Кукмирн                               | Кукмирн                          | Лимбах-им-Бургенланд        | Штегерсбах               |
| Гюссинг            | Кукмирн                               | Кукмирн                          | Нойзидль-бай-Гюссинг        | Штегерсбах               |
| Гюссинг            | Эльтендорф (Еннерсдорф)               | Нойштифт-бай-Гюссинг             | Нойштифт-бай-Гюссинг        |                          |
| Еннерсдорф         | Дойч-Кальтенбрунн                     | Дойч-Кальтенбрунн                | -                           |                          |
| Еннерсдорф         | Нойхаус-ам-Клаузенбах                 | Нойхаус-ам-Клаузенбах            | -                           | Еннерсдорф (Архе)        |
| Еннерсдорф         | Нойхаус-ам-Клаузенбах                 | Минихоф-Либау                    | Минихоф-Либау               | Еннерсдорф (Архе)        |
| Еннерсдорф         | Эльтендорф                            | Кёнигсдорф                       | Кёнигсдорф                  |                          |
| Еннерсдорф         | Эльтендорф                            | Хайлигенкройц-им-Лафницталь      | Хайлигенкройц-им-Лафницталь |                          |
| Еннерсдорф         | Эльтендорф                            | Хайлигенкройц-им-Лафницталь      | Поппендорф-им-Бургенланд    |                          |
| Еннерсдорф         | Эльтендорф                            | Эльтендорф                       | Цалинг                      |                          |
| Маттерсбург        | Коберсдорф (Оберпуллендорф)           | Зигграбен                        | Зигграбен                   |                          |
| Маттерсбург        | Лойперсбах-им-Бургенланд              | Лойперсбах-им-Бургенланд         | -                           |                          |
| Маттерсбург        | Пёттельсдорф                          | Бад-Зауэрбрунн                   | Бад-Зауэрбрунн              |                          |
| Маттерсбург        | Пёттельсдорф                          | Маттерсбург                      | Вальберсдорф                |                          |
| Маттерсбург        | Пёттельсдорф                          | Пёттельсдорф                     | -                           |                          |
| Нойзидль-ам-Зе     | Гольс                                 | Гольс                            | -                           |                          |
| Нойзидль-ам-Зе     | Гольс                                 | Нойзидль-ам-Зе                   | Нойзидль-ам-Зе              |                          |
| Нойзидль-ам-Зе     | Гольс                                 | Тадтен                           | Тадтен                      |                          |
| Нойзидль-ам-Зе     | Дойч-Ярндорф                          | Дойч-Ярндорф                     | -                           | Киттзе                   |
| Нойзидль-ам-Зе     | Никкельсдорф                          | Никкельсдорф                     | -                           |                          |
| Нойзидль-ам-Зе     | Цурндорф                              | Цурндорф                         | -                           |                          |
| Оберварт           | Бад-Тацмансдорф                       | Бад-Тацмансдорф                  | -                           |                          |
| Оберварт           | Бернштайн                             | Бернштайн                        | -                           |                          |
| Оберварт           | Бернштайн                             | Бернштайн                        | Драйхюттен                  |                          |
| Оберварт           | Бернштайн                             | Бернштайн                        | Редльшлаг                   |                          |
| Оберварт           | Бернштайн                             | Бернштайн                        | Реттенбах                   |                          |
| Оберварт           | Бернштайн                             | Бернштайн                        | Штубен                      |                          |
| Оберварт           | Гроспетерсдорф                        | Гроспетерсдорф                   | -                           |                          |
| Оберварт           | Гроспетерсдорф                        | Гроспетерсдорф                   | Вельгерсдорф                |                          |
| Оберварт           | Гроспетерсдорф                        | Ханнерсдорф                      | Ханнерсдорф                 |                          |
| Оберварт           | Зигет-ин-дер-Варт                     | Ротентурм-ан-дер-Пинка           | -                           |                          |
| Оберварт           | Зигет-ин-дер-Варт                     | Ябинг                            | Ябинг                       |                          |
| Оберварт           | Маркт-Алльхау                         | Вольфау                          | Вольфау                     |                          |
| Оберварт           | Маркт-Алльхау                         | Лойперсдорф-Кицладен             | Кицладен                    |                          |
| Оберварт           | Маркт-Алльхау                         | Лойперсдорф-Кицладен             | Лойперсдорф                 |                          |
| Оберварт           | Маркт-Алльхау                         | Маркт-Алльхау                    | Бухшахен                    |                          |
| Оберварт           | Маркт-Алльхау                         | Маркт-Алльхау                    | -                           |                          |
| Оберварт           | Оберварт                              | Оберварт                         | -                           |                          |
| Оберварт           | Оберварт                              | Кеметен                          | Кеметен                     |                          |
| Оберварт           | Обершютцен                            | Бад-Тацмансдорф                  | Йормансдорф                 |                          |
| Оберварт           | Обершютцен                            | Висфлекк                         | Вайнберг                    |                          |
| Оберварт           | Обершютцен                            | Мариасдорф                       | Мариасдорф                  |                          |
| Оберварт           | Обершютцен                            | Мариасдорф                       | Таухен                      |                          |
| Оберварт           | Обершютцен                            | Обершютцен                       | Ашау-им-Бургенланд          |                          |
| Оберварт           | Обершютцен                            | Обершютцен                       | Виллерсдорф                 |                          |
| Оберварт           | Обершютцен                            | Обершютцен                       | -                           |                          |
| Оберварт           | Обершютцен                            | Обершютцен                       | Шмидрайт                    |                          |
| Оберварт           | Пинкафельд                            | Висфлекк                         | Висфлекк                    |                          |
| Оберварт           | Пинкафельд                            | Висфлекк                         | Шёнхерн                     |                          |
| Оберварт           | Пинкафельд                            | Висфлекк                         | Шрайберсдорф                |                          |
| Оберварт           | Пинкафельд                            | Пинкафельд                       | -                           |                          |
| Оберварт           | Пинкафельд                            | Ридлингсдорф                     | Ридлингсдорф                |                          |
| Оберварт           | Рехниц                                | Маркт-Нойходис                   | Маркт-Нойходис              |                          |
| Оберварт           | Рехниц                                | Рехниц                           | -                           |                          |
| Оберварт           | Унтершютцен                           | Обершютцен                       | -                           |                          |
| Оберварт           | Хольцшлаг                             | Унтеркольштеттен                 | -                           |                          |
| Оберварт           | Хольцшлаг                             | Унтеркольштеттен                 | Гюнзекк                     |                          |
| Оберварт           | Штадтшлайнинг                         | Мариасдорф                       | Гроднау                     |                          |
| Оберварт           | Штадтшлайнинг                         | Мариасдорф                       | Нойштифт-Бергверк           |                          |
| Оберварт           | Штадтшлайнинг                         | Штадтшлайнинг                    | Гоберлинг                   |                          |
| Оберварт           | Штадтшлайнинг                         | Штадтшлайнинг                    | Друмлинг                    |                          |
| Оберварт           | Штадтшлайнинг                         | Штадтшлайнинг                    | -                           |                          |
| Оберпуллендорф     | Вепперсдорф                           | Вепперсдорф                      | -                           |                          |
| Оберпуллендорф     | Коберсдорф                            | Вепперсдорф                      | Калькгрубен                 |                          |
| Оберпуллендорф     | Коберсдорф                            | Вепперсдорф                      | Чурндорф                    |                          |
| Оберпуллендорф     | Коберсдорф                            | Коберсдорф                       | -                           |                          |
| Оберпуллендорф     | Коберсдорф                            | Коберсдорф                       | Линдграбен                  |                          |
| Оберпуллендорф     | Коберсдорф                            | Коберсдорф                       | Оберпетерсдорф              |                          |
| Оберпуллендорф     | Луцмансбург                           | Луцмансбург                      | -                           |                          |
| Оберпуллендорф     | Штоб                                  | Штоб                             | -                           | Оберпуллендорф           |
| Оберпуллендорф     | Штоб                                  | Оберлойсдорф                     | Оберлойсдорф                | Оберпуллендорф           |

⇑
Суперинтендентство Бургенланда с 6 февраля 2003 года возглавляет суперинтендент-теолог магистр Манфред Кох  (нем.).
Он путём личных визитаций наблюдает за церковной жизнью суперинтендентства и представляет отчёт о результатах своих наблюдений в Синод. Суперинтендент имеет право собственной властью останавливать найденные им беспорядки в церковном управлении. Он председательствует в местном синоде и в комитете местного синода, руководит приходскими выборами, имеет исключительное право на совершение некоторых священнодействий (освящения церквей, ординации и т. п.). Должность суперинтендента соединяется с одною из духовных или пасторских должностей суперинтендентства.
| Суперинтендент Манфред Кох | Имя                             | Срок пребывания |
| -------------------------- | ------------------------------- | --------------- |
| Суперинтендент Манфред Кох | Теофиль Байер (нем.)            | 1924—1940       |
| Суперинтендент Манфред Кох | Густав Альберт Дёрнхёфер (нем.) | 1940—1962       |
| Суперинтендент Манфред Кох | Ханс Гамауф (нем.)              | 1962—1975       |
| Суперинтендент Манфред Кох | Густав Райнграбнер (нем.)       | 1975—1994       |
| Суперинтендент Манфред Кох | Гертрауд Кнолль (нем.)          | 1994—2002       |
| Суперинтендент Манфред Кох | Манфред Кох (нем.)              | 2003—0.00       |

| Имя                                   | Срок пребывания |
| ------------------------------------- | --------------- |
| Доктор Альфред Рац (нем.)             | 1924—1931       |
| Аугуст Мориц Рац (нем.)               | 1931—1940       |
| Аугуст Харш (нем.)                    | 1940—1946       |
| Доктор Фридрих Крафт (нем.)           | 1947—1953       |
| Эрнст Гут (нем.)                      | 1953—1959       |
| Доктор Юлиус Цеттер (нем.)            | 1959—1984       |
| Доктор Роланд Бёбель (нем.)           | 1984—1997       |
| Профессор, магистр Герд Цеттер (нем.) | 1997—2015       |
| Герхард Фидлер (нем.)                 | 2015-           |

⇑

## Приходы
Интерактивную карту размещения всех церковных приходов Евангелического суперинтендентства А. И. Бургенланда можно посмотреть здесь.
| Приход (Pfarrgemeinde)                                                | Дочерние церкви (Tochtergemeinden) | Приходская церковь (Pfarrkirche)                                                                                      | Изображение (Bild)                                                 |
| --------------------------------------------------------------------- | --- | --- | ------------------------------------------------------------------ |
| Айзенштадт / Нойфельд-ан-дер-Лайта (Eisenstadt/Neufeld an der Leitha) | | Воскресенская церковь (Айзенштадт) (Auferstehungskirche)                                                              | Воскресенская церковь (Айзенштадт)                                 |
| Айзенштадт / Нойфельд-ан-дер-Лайта (Eisenstadt/Neufeld an der Leitha) | Протестантская приходская церковь (Нойфельд-ан-дер-Лайта) (Evangelische Pfarrkirche Neufeld an der Leitha) | Протестантская приходская церковь (Нойфельд-ан-дер-Лайта)                                                             |                                                                    |
| Бад-Тацмансдорф (Bad Tatzmannsdorf)                                   | | Церковь мира (Бад-Тацмансдорф) (Friedenskirche)                                                                       | Церковь мира (Бад-Тацмансдорф)                                     |
| Бернштайн (Bernstein)                                                 | Драйхюттен (Dreihütten), Редльшлаг (Redlschlag), Реттенбах (Rettenbach), Штубен (Stuben) | Протестантская приходская церковь (Бернштайн) (Evangelische Pfarrkirche Bernstein im Burgenland)                      | Протестантская приходская церковь (Бернштайн)                      |
| Вепперсдорф (Weppersdorf)                                             | | Церковь Исповедника (Вепперсдорф) (Bekenntniskirche)                                                                  | Бекентнискирхе (Вепперсдорф)                                       |
| Гольс (Gols)                                                          | Нойзидль-ам-Зе (Neusiedl am See), Тадтен (Tadten) | Протестантская приходская церковь (Гольс) (Evangelische Pfarrkirche Gols)                                             | Протестантская приходская церковь (Гольс)                          |
| Гольс (Gols)                                                          | Нойзидль-ам-Зе (Neusiedl am See), Тадтен (Tadten) | Филиал протестантской церкви (Тадтен) (Evangelische Filialkirche in Tadten)                                           | Филиал протестантской церкви (Тадтен)                              |
| Гроспетерсдорф (Großpetersdorf)                                       | Вельгерсдорф (Welgersdorf), Ханнерсдорф (Крестовоздвиженская церковь) (Hannersdorf (Kreuzkirche)) | Протестантская приходская церковь (Гроспетерсдорф) (Evangelische Pfarrkirche Großpetersdorf)                          | Протестантская приходская церковь (Гроспетерсдорф)                 |
| Дойч-Кальтенбрунн (Deutsch Kaltenbrunn)                               | | Протестантская приходская церковь (Дойч-Кальтенбрунн) (Evangelische Pfarrkirche Deutsch Kaltenbrunn)                  | Протестантская приходская церковь (Дойч-Кальтенбрунн)              |
| Дойч-Ярндорф (Deutsch Jahrndorf)                                      | | Протестантская приходская церковь (Дойч-Ярндорф) (Evangelische Pfarrkirche Deutsch Jahrndorf)                         | Протестантская приходская церковь (Дойч-Ярндорф)                   |
| Зигет-ин-дер-Варт (Siget in der Wart)                                 | Ябинг (Jabing) | Протестантская приходская церковь (Зигет-ин-дер-Варт) (Evangelische Pfarrkirche Siget in der Wart)                    | Протестантская приходская церковь (Зигет-ин-дер-Варт)              |
| Зигет-ин-дер-Варт (Siget in der Wart)                                 | Ябинг (Jabing) | Протестантская школа и молитвенный дом (Ябинг) (Evangelisches Schul- und Bethaus in Jabing)                           | Протестантская школа и молитвенный дом (Ябинг)                     |
| Коберсдорф (Kobersdorf)                                               | Зигграбен (Sieggraben), Калькгрубен (Фриденскирхлайн) (Kalkgruben (Friedenskirchlein)), Линдграбен (Lindgraben), Оберпетерсдорф (Троицкая церковь) (Oberpetersdorf (Dreieinigkeitskirche)), Чурндорф (Tschurndorf (Betsaal)) | Протестантская приходская церковь (Коберсдорф) (Evangelische Pfarrkirche Kobersdorf)                                  | Протестантская приходская церковь (Коберсдорф)                     |
| Коберсдорф (Kobersdorf)                                               | Зигграбен (Sieggraben), Калькгрубен (Фриденскирхлайн) (Kalkgruben (Friedenskirchlein)), Линдграбен (Lindgraben), Оберпетерсдорф (Троицкая церковь) (Oberpetersdorf (Dreieinigkeitskirche)), Чурндорф (Tschurndorf (Betsaal)) | Молитвенный зал (Чурндорф) (Tschurndorf (Betsaal))                                                                    | Молитвенный зал (Чурндорф)                                         |
| Кукмирн (Kukmirn)                                                     | Гюссинг (Güssing), Лимбах-им-Бургенланд (Limbach im Burgenland), Нойзидль-бай-Гюссинг (Neusiedl bei Güssing) | Протестантская приходская церковь (Кукмирн) (Evangelische Pfarrkirche Kukmirn)                                        | Протестантская приходская церковь (Кукмирн)                        |
| Лойперсбах-им-Бургенланд (Loipersbach im Burgenland)                  | | Протестантская приходская церковь (Лойперсбах) (Evangelische Pfarrkirche Loipersbach)                                 | Протестантская приходская церковь (Лойперсбах)                     |
| Луцмансбург (Lutzmannsburg)                                           | | Протестантская приходская церковь (Луцмансбург) (Evangelische Pfarrkirche Lutzmannsburg)                              | Протестантская приходская церковь (Луцмансбург)                    |
| Маркт-Алльхау (Markt Allhau)                                          | Бухшахен (Buchschachen), Вольфау (Wolfau), Кицладен (Kitzladen), Лойперсдорф (Loipersdorf im Burgenland) | Протестантская приходская церковь (Маркт-Алльхау) (Evangelische Pfarrkirche Markt Allhau)                             | Протестантская приходская церковь (Маркт-Алльхау)                  |
| Маркт-Алльхау (Markt Allhau)                                          | Бухшахен (Buchschachen), Вольфау (Wolfau), Кицладен (Kitzladen), Лойперсдорф (Loipersdorf im Burgenland) | Протестантский молитвенный дом (Бухшахен) (Evangelische Bethaus Buchschachen)                                         | Протестантский молитвенный дом (Вольфау)                           |
| Маркт-Алльхау (Markt Allhau)                                          | Бухшахен (Buchschachen), Вольфау (Wolfau), Кицладен (Kitzladen), Лойперсдорф (Loipersdorf im Burgenland) | Протестантский молитвенный дом (Вольфау) (Evangelische Bethaus Wolfau)                                                | Протестантский молитвенный дом (Вольфау)                           |
| Маркт-Алльхау (Markt Allhau)                                          | Бухшахен (Buchschachen), Вольфау (Wolfau), Кицладен (Kitzladen), Лойперсдорф (Loipersdorf im Burgenland) | Протестантская школа и молитвенный дом (Лойперсдорф) (Evangelische Bethaus Loipersdorf im Burgenland)                 | Протестантская школа и молитвенный дом (Лойперсдорф-им-Бургенланд) |
| Мёрбиш (Mörbisch am See)                                              | | Церковь Христа (Мёрбиш) (Evangelische Pfarrkirche Mörbisch am See)                                                    | Церковь Христа (Мёрбиш-ам-Зе)                                      |
| Никкельсдорф (Nickelsdorf)                                            | | Протестантская приходская церковь (Никкельсдорф) (Evangelische Pfarrkirche Nickelsdorf)                               | Протестантская приходская церковь (Никкельсдорф)                   |
| Нойхаус-ам-Клаузенбах (Neuhaus am Klausenbach)                        | Минихоф-Либау (Minihof-Liebau) | Протестантская приходская церковь (Нойхаус-ам-Клаузенбах) (Evangelische Pfarrkirche Neuhaus am Klausenbach)           | Протестантская приходская церковь (Нойхаус-ам-Клаузенбах)          |
| Нойхаус-ам-Клаузенбах (Neuhaus am Klausenbach)                        | Минихоф-Либау (Minihof-Liebau) | Дочерняя церковь (Минихоф-Либау) (Evangelische Filialkirche Minihof-Liebau)                                           | Дочерняя церковь (Минихоф-Либау)                                   |
| Оберварт (Oberwart)                                                   | Кеметен (Kemeten) | Евангелическо-лютеранская приходская церковь (Оберварт) (Evangelisch-lutherische Pfarrkirche Oberwart)                | Евангелическо-лютеранская приходская церковь (Оберварт)            |
| Обершютцен (Oberschützen)                                             | Ашау-им-Бургенланд (Aschau im Burgenland), Вайнберг (Weinberg im Burgenland), Виллерсдорф (Willersdorf), Йормансдорф (Jormannsdorf), Мариасдорф (Mariasdorf), Таухен (Tauchen), Шмидрайт (Schmiedrait)                       | Протестантская приходская церковь (Обершютцен) (Evangelische Pfarrkirche Oberschützen)                                | Протестантская приходская церковь (Обершютцен)                     |
| Обершютцен (Oberschützen)                                             | Ашау-им-Бургенланд (Aschau im Burgenland), Вайнберг (Weinberg im Burgenland), Виллерсдорф (Willersdorf), Йормансдорф (Jormannsdorf), Мариасдорф (Mariasdorf), Таухен (Tauchen), Шмидрайт (Schmiedrait)                       | Протестантская школа и молитвенный дом (Ашау-им-Бургенланд) (Evangelisches Schul- und Bethaus (Aschau im Burgenland)) | Протестантская школа и молитвенный дом (Ашау-им-Бургенланд)        |
| Обершютцен (Oberschützen)                                             | Ашау-им-Бургенланд (Aschau im Burgenland), Вайнберг (Weinberg im Burgenland), Виллерсдорф (Willersdorf), Йормансдорф (Jormannsdorf), Мариасдорф (Mariasdorf), Таухен (Tauchen), Шмидрайт (Schmiedrait)                       | Протестантская школа и молитвенный дом (Мариасдорф) (Evangelisches Schul- und Bethaus (Mariasdorf))                   | Протестантская школа и молитвенный дом (Мариасдорф)                |
| Обершютцен (Oberschützen)                                             | Ашау-им-Бургенланд (Aschau im Burgenland), Вайнберг (Weinberg im Burgenland), Виллерсдорф (Willersdorf), Йормансдорф (Jormannsdorf), Мариасдорф (Mariasdorf), Таухен (Tauchen), Шмидрайт (Schmiedrait)                       | Протестантская школа и молитвенный дом (Таухен) (Evangelisches Schul- und Bethaus (Tauchen))                          | Протестантская школа и молитвенный дом (Таухен)                    |
| Обершютцен (Oberschützen)                                             | Ашау-им-Бургенланд (Aschau im Burgenland), Вайнберг (Weinberg im Burgenland), Виллерсдорф (Willersdorf), Йормансдорф (Jormannsdorf), Мариасдорф (Mariasdorf), Таухен (Tauchen), Шмидрайт (Schmiedrait)                       | Протестантская школа и молитвенный дом (Шмидрайт) (Evangelisches Schul- und Bethaus (Schmiedrait))                    | Протестантская школа и молитвенный дом (Шмидрайт)                  |
| Пёттельсдорф (Pöttelsdorf)                                            | Бад-Зауэрбрунн (Bad Sauerbrunn), Вальберсдорф (Walbersdorf) | Протестантская приходская церковь (Пёттельсдорф) (Evangelische Pfarrkirche Pöttelsdorf)                               | Протестантская приходская церковь (Пёттельсдорф)                   |
| Пинкафельд (Pinkafeld)                                                | Висфлекк (Wiesfleck), Ридлингсдорф (Riedlingsdorf), Шёнхерн (Schönherrn), Шрайберсдорф (Schreibersdorf) | Протестантская приходская церковь (Пинкафельд) (Evangelische Pfarrkirche Pinkafeld)                                   | Протестантская приходская церковь (Пинкафельд)                     |
| Пинкафельд (Pinkafeld)                                                | Висфлекк (Wiesfleck), Ридлингсдорф (Riedlingsdorf), Шёнхерн (Schönherrn), Шрайберсдорф (Schreibersdorf) | Протестантская школа и молитвенный дом (Шрайберсдорф) (Evangelisches Schul- und Bethaus Schreibersdorf)               | Протестантская школа и молитвенный дом (Шрайберсдорф)              |
| Рехниц (Rechnitz)                                                     | Маркт-Нойходис (Markt Neuhodis) | Протестантская приходская церковь (Рехниц) (Evangelische Pfarrkirche Rechnitz)                                        | Протестантская приходская церковь (Рехниц)                         |
| Рехниц (Rechnitz)                                                     | Маркт-Нойходис (Markt Neuhodis) | Протестантская школа и молитвенный дом (Маркт-Нойходис) (Evangelisches Schul- und Bethaus in Markt Neuhodis)          | Протестантская школа и молитвенный дом (Маркт-Нойходис)            |
| Руст (Rust)                                                           | | Протестантская приходская церковь (Руст) (Evangelische Pfarrkirche Rust)                                              | Протестантская приходская церковь (Руст)                           |
| Унтершютцен (Unterschützen)                                           | | Протестантская приходская церковь (Унтершютцен) (Evangelische Pfarrkirche Unterschützen)                              | Протестантская приходская церковь (Унтершютцен)                    |
| Хольцшлаг (Holzschlag)                                                | Гюнзекк (Günseck) | Протестантская приходская церковь (Хольцшлаг) (Evangelische Pfarrkirche Holzschlag)                                   | Протестантская приходская церковь (Хольцшлаг)                      |
| Цурндорф (Zurndorf)                                                   | | Протестантская приходская церковь (Цурндорф) (Evangelische Pfarrkirche Zurndorf)                                      | Протестантская приходская церковь (Цурндорф)                       |
| Штадтшлайнинг (Stadtschlaining)                                       | Гоберлинг (Goberling), Гроднау (Grodnau), Друмлинг (Drumling), Нойштифт / Бергверк (Neustift/Bergwerk) | Протестантская приходская церковь (Штадтшлайнинг) (Evangelische Pfarrkirche Stadtschlaining)                          | Протестантская приходская церковь (Штадтшлайнинг)                  |
| Штадтшлайнинг (Stadtschlaining)                                       | Гоберлинг (Goberling), Гроднау (Grodnau), Друмлинг (Drumling), Нойштифт / Бергверк (Neustift/Bergwerk) | Филиал протестантской церкви (Гоберлинг) (Evangelische Kirche (Goberling))                                            | Филиал протестантской церкви (Гоберлинг)                           |
| Штадтшлайнинг (Stadtschlaining)                                       | Гоберлинг (Goberling), Гроднау (Grodnau), Друмлинг (Drumling), Нойштифт / Бергверк (Neustift/Bergwerk) | Протестантская приходская церковь (Гроднау) (Evangelische Pfarrkirche (Grodnau))                                      | Протестантская приходская церковь (Гроднау)                        |
| Штадтшлайнинг (Stadtschlaining)                                       | Гоберлинг (Goberling), Гроднау (Grodnau), Друмлинг (Drumling), Нойштифт / Бергверк (Neustift/Bergwerk) | Протестантская школа и молитвенный дом (Друмлинг) (Evangelisches Schul- und Bethaus in Drumling)                      | Протестантская школа и молитвенный дом (Друмлинг)                  |
| Штоб (Stoob)                                                          | Оберлойсдорф (Михаэлискирхе) (Oberloisdorf (Michaeliskirche)) | Церковь Христа (Штоб) (Christuskirche)                                                                                | Церковь Христа (Штоб)                                              |
| Эльтендорф (Eltendorf)                                                | Кёнигсдорф (Königsdorf), Нойштифт-бай-Гюссинг (Neustift bei Güssing), Поппендорф-им-Бургенланд (Poppendorf im Burgenland), Хайлигенкройц-им-Лафницталь (Heiligenkreuz im Lafnitztal), Цалинг (Zahling)                       | Протестантская школа и молитвенный дом (Эльтендорф) (Martin-Luther-Kirche)                                            | Кирха Мартина Лютера (Эльтендорф)                                  |
| Эльтендорф (Eltendorf)                                                | Кёнигсдорф (Königsdorf), Нойштифт-бай-Гюссинг (Neustift bei Güssing), Поппендорф-им-Бургенланд (Poppendorf im Burgenland), Хайлигенкройц-им-Лафницталь (Heiligenkreuz im Lafnitztal), Цалинг (Zahling)                       | Протестантская школа и молитвенный дом (Кёнигсдорф) (Evangelisches Schul- und Bethaus in Königsdorf)                  | Протестантская школа и молитвенный дом (Кёнигсдорф)                |
| Эльтендорф (Eltendorf)                                                | Кёнигсдорф (Königsdorf), Нойштифт-бай-Гюссинг (Neustift bei Güssing), Поппендорф-им-Бургенланд (Poppendorf im Burgenland), Хайлигенкройц-им-Лафницталь (Heiligenkreuz im Lafnitztal), Цалинг (Zahling)                       | Протестантская школа и молитвенный дом (Цалинг) (Evangelisches Schul- und Bethaus in Zahling)                         | Протестантская школа и молитвенный дом (Цалинг)                    |

⇑

## Статистика
| Показатели                      | 2014-12-31 | 2015-12-31 | 2016-12-31 | 2017-12-31 | 2018-12-31 | 2019-12-31 | 2020-12-31 | 2021-12-31 |
| ------------------------------- | ---------- | ---------- | ---------- | ---------- | ---------- | ---------- | ---------- | ---------- |
| Общие сведения                  |            |            |            |            |            |            |            |            |
| Церковные приходы               | 29         | 29         |            |            |            |            |            |            |
| Дочерние церкви                 | 48         | 48         |            |            |            |            |            |            |
| Проповеднические станции        | 4          | 4          |            |            |            |            |            |            |
| Проповеднические пункты         | —          | —          |            |            |            |            |            |            |
| Паства (прихожане)              |            |            |            |            |            |            |            |            |
| Всего прихожан                  | 32 796     | 32 437     |            |            |            |            |            |            |
| в том числе:                    |            |            |            |            |            |            |            |            |
| Аугсбургского исповедания       | 32 686     | 32 337     |            |            |            |            |            |            |
| Гельветского исповедания        | 110        | 100        |            |            |            |            |            |            |
| Таинства и обряды               |            |            |            |            |            |            |            |            |
| Снятие крещения (раскрещивание) | 177        | 211        |            |            |            |            |            |            |
| Принятые в церковь              | 46         | 39         |            |            |            |            |            |            |
| Крещение                        | 248        | 271        |            |            |            |            |            |            |
| Похороны                        | 410        | 393        |            |            |            |            |            |            |
| Миропомазание (конфирмация)     | 294        | 298        |            |            |            |            |            |            |

⇑
| Приходы                            | Паства (прихожане) | Паства (прихожане)        | Паства (прихожане)       | Таинства и обряды      | Таинства и обряды               | Таинства и обряды | Таинства и обряды | Таинства и обряды           |
| Приходы                            | Всего              | в том числе:              | в том числе:             | Таинства и обряды      | Таинства и обряды               | Таинства и обряды | Таинства и обряды | Таинства и обряды           |
| Приходы                            | Всего              | Аугсбургского исповедания | Гельветского исповедания | Принятие в лоно церкви | Снятие крещения (раскрещивание) | Крещение          | Похороны          | Миропомазание (конфирмация) |
| ---------------------------------- | ------------------ | ------------------------- | ------------------------ | ---------------------- | ------------------------------- | ----------------- | ----------------- | --------------------------- |
| Айзенштадт / Нойфельд-ан-дер-Лайта | 1551               | 1526                      | 25                       | 6                      | 34                              | 10                | 16                | 15                          |
| Бад-Тацмансдорф                    | 471                | 471                       | 0                        | 0                      | 2                               | 4                 | 2                 | 12                          |
| Бернштайн                          | 1419               | 1419                      | 0                        | 0                      | 4                               | 10                | 14                | 19                          |
| Вепперсдорф                        | 648                | 647                       | 1                        | 3                      | 6                               | 14                | 11                | 14                          |
| Гольс                              | 3288               | 3274                      | 14                       | 5                      | 38                              | 28                | 39                | 28                          |
| Гроспетерсдорф                     | 934                | 930                       | 4                        | 3                      | 1                               | 10                | 9                 | 8                           |
| Дойч-Кальтенбрунн                  | 609                | 607                       | 2                        | 0                      | 4                               | 3                 | 2                 | 0                           |
| Дойч-Ярндорф                       | 324                | 324                       | 0                        | 0                      | 1                               | 3                 | 3                 | 0                           |
| Зигет-ин-дер-Варт                  | 319                | 315                       | 4                        | 0                      | 2                               | 4                 | 5                 | 2                           |
| Коберсдорф                         | 1351               | 1351                      | 0                        | 0                      | 4                               | 11                | 19                | 13                          |
| Кукмирн                            | 1335               | 1333                      | 2                        | 0                      | 13                              | 14                | 18                | 1                           |
| Лойперсбах-им-Бургенланд           | 1103               | 1097                      | 6                        | 4                      | 5                               | 14                | 11                | 14                          |
| Луцмансбург                        | 387                | 386                       | 1                        | 0                      | 0                               | 1                 | 3                 | 6                           |
| Маркт-Алльхау                      | 1978               | 1971                      | 7                        | 3                      | 13                              | 10                | 19                | 13                          |
| Мёрбиш                             | 1460               | 1458                      | 2                        | 1                      | 1                               | 13                | 16                | 13                          |
| Никкельсдорф                       | 668                | 668                       | 0                        | 3                      | 3                               | 9                 | 9                 | 6                           |
| Нойхаус-ам-Клаузенбах              | 1148               | 1146                      | 2                        | 0                      | 1                               | 4                 | 23                | 3                           |
| Оберварт                           | 1470               | 1469                      | 1                        | 2                      | 16                              | 14                | 21                | 14                          |
| Обершютцен                         | 1595               | 1589                      | 6                        | 1                      | 10                              | 14                | 19                | 13                          |
| Пёттельсдорф                       | 1426               | 1422                      | 4                        | 0                      | 18                              | 7                 | 21                | 12                          |
| Пинкафельд                         | 2410               | 2400                      | 10                       | 3                      | 9                               | 26                | 27                | 29                          |
| Рехниц                             | 691                | 691                       | 0                        | 0                      | 4                               | 3                 | 10                | 9                           |
| Руст                               | 821                | 819                       | 2                        | 1                      | 6                               | 3                 | 11                | 4                           |
| Унтершютцен                        | 371                | 370                       | 1                        | 0                      | 1                               | 2                 | 2                 | 4                           |
| Хольцшлаг                          | 486                | 486                       | 0                        | 0                      | 0                               | 9                 | 7                 | 5                           |
| Цурндорф                           | 1044               | 1041                      | 3                        | 0                      | 1                               | 14                | 17                | 0                           |
| Штадтшлайнинг                      | 1095               | 1095                      | 0                        | 1                      | 6                               | 4                 | 14                | 17                          |
| Штоб                               | 863                | 862                       | 1                        | 1                      | 5                               | 8                 | 13                | 11                          |
| Эльтендорф                         | 1172               | 1170                      | 2                        | 2                      | 3                               | 5                 | 12                | 13                          |

⇑

## Комментарии
1. ↑  Общая площадь суперинтендентства составляет 390.374,03 га, в том числе федеральная земля Бургенланд 396.180,25 га за исключением:
  - политической общины Рудерсдорф, площадью 2.142,29 га, входящей в суперинтендентство Штирии (церковный приход Фюрстенфельд);
  - политической общины Бруккнойдорф, площадью 3.663,93 га, входящей в суперинтендентство Нижней Австрии (церковный приход Брукк-ан-дер-Лайта—Хайнбург-ан-дер-Донау).